# 川越バイパス (国道254号)
川越バイパス（かわこえバイパス）は、埼玉県川越市を通る国道254号のバイパス道路である。

## 概要
1966年10月23日、小仙波南交差点（琵琶橋）から山田交差点までの全区間が開通した。開通当時は山田バイパスという通称が用いられていた。
川越市の都市計画道路としては、接続する富士見川越バイパスの一部区間とともに3・3・1川越志木線に指定されている。
川越市街の慢性的な渋滞を解消するために計画された、市街地を一周するバイパス路線の1区間を形成している。全線にわたって片側2車線だが、一部交差点付近を除いて中央分離帯は未整備で、歩道が整備されていない区間も多い。
特に渋滞する宮元町交差点や氷川町交差点付近を中心に、バイパスの東側に沿って用地買収を行っており部分的に点字ブロック付きの歩道設置や道路拡張、交差点改良工事が行われた。また道路拡張工事実施区間に中央分離帯の設置がおこなわれる。

## 地理

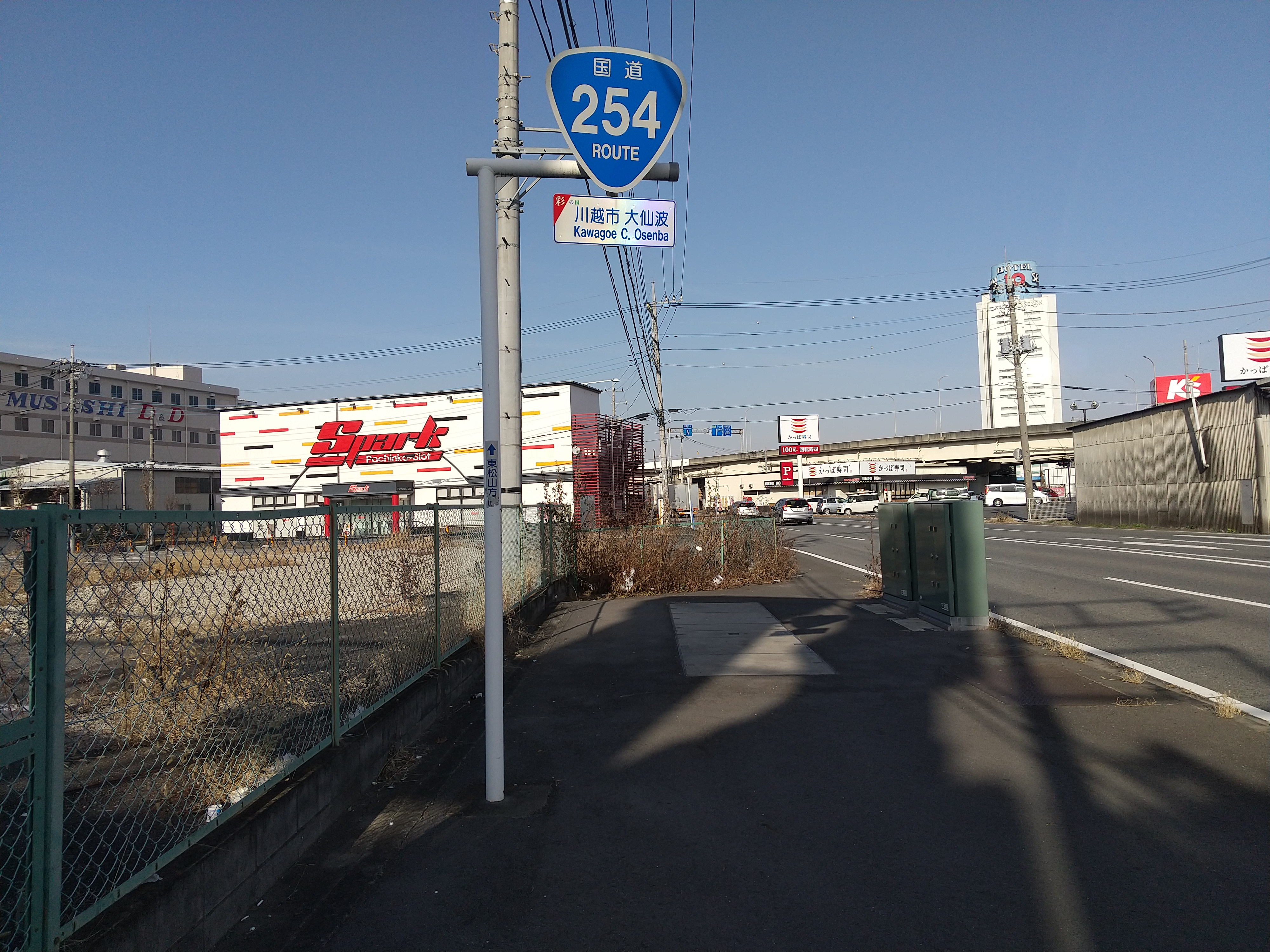
川越市大仙波付近

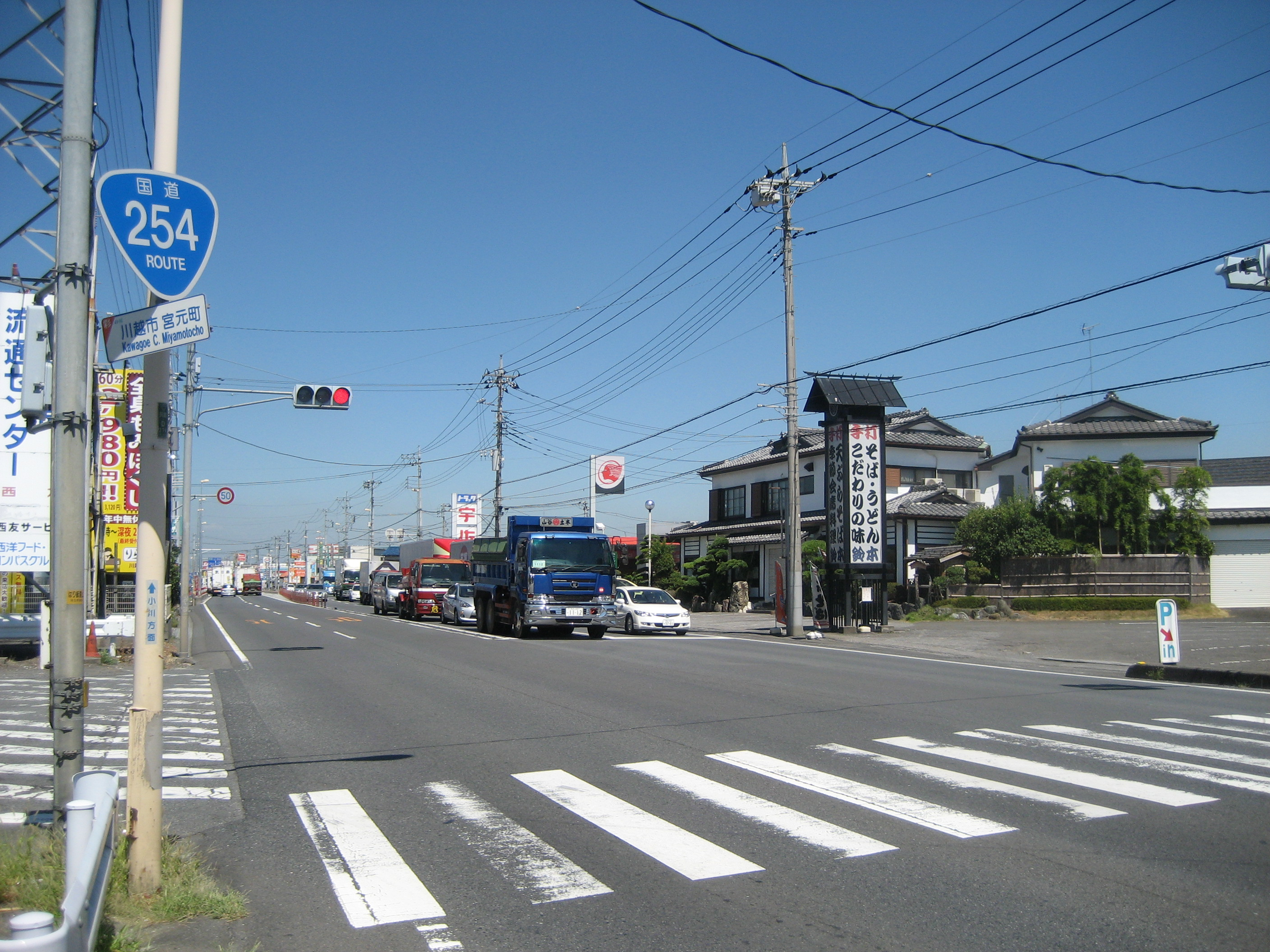
川越市宮元町付近

### 通過する自治体
- 埼玉県
  - 川越市

### 交差する道路
| 交差する道路                                        | 交差する道路           | 交差点名   | 最高速度 (km/h) | 所在地 | 所在地 |
| --------------------------------------------------- | ---------------------- | ---------- | --------------- | ------ | ------ |
| 国道16号、国道254号 (川越バイパス) 東京・八王子方面 |                        |            |                 |        |        |
| 国道16号                                            | 国道16号               | 小仙波南   | 50              | 川越市 | 大仙波 |
| 埼玉県道15号川越日高線                              | 埼玉県道15号川越日高線 | 小仙波     | 50              | 川越市 | 小仙波 |
| (初雁城通り)                                        | （伊佐沼通り）         | 博物館入口 | 50              | 川越市 | 城下町 |
| 埼玉県道51号川越上尾線                              | 埼玉県道51号川越上尾線 | 氷川町     | 50              | 川越市 | 氷川町 |
| 埼玉県道12号川越栗橋線                              | 埼玉県道12号川越栗橋線 | 宮元町     | 50              | 川越市 | 宮元町 |
|                                                     |                        | 山田       | 50              | 川越市 | 山田   |

### 沿線にある施設など
| 施設                          | 所在地 | 所在地 |
| ----------------------------- | ------ | ------ |
| オートバックス 川越店         | 川越市 | 小仙波 |
| ゴルフ5 川越店                | 川越市 | 松郷   |
| 初雁公園                      | 川越市 | 郭町   |
| 万代書店                      | 川越市 | 城下町 |
| 業務スーパー 川越店           | 川越市 | 城下町 |
| ヤマダ電機 テックランド川越店 | 川越市 | 氷川町 |
| ユニクロ 川越店               | 川越市 | 山田   |
| モスバーガー                  | 川越市 | 山田   |

## 交通量
| 交通調査地点              | 年度   | 昼間12時間自動車類交通量 | 昼間12時間自動車類交通量 | 昼間12時間自動車類交通量 | 24時間自動車類交通量 | 24時間自動車類交通量 | 24時間自動車類交通量 |
| 交通調査地点              | 年度   | 小型車                   | 大型車                   | 合計                     | 小型車               | 大型車               | 合計                 |
| ------------------------- | ------ | ------------------------ | ------------------------ | ------------------------ | -------------------- | -------------------- | -------------------- |
| 川越市南田島524-1地先付近 | 2021年 | 12,088                   | 2,408                    | 14,496                   | 16,792               | 3,927                | 20,719               |
| 川越市山田1656-1地先付近  | 2021年 | 8,707                    | 2,529                    | 11,236                   | 12,075               | 3,432                | 15,507               |

## 接続するバイパスの位置関係
（東京方面）富士見川越バイパス/川越バイパス (国道16号) - 川越バイパス (国道254号) - 川島バイパス（松本方面）